# Tainarys maculipectus
Tainarys maculipectus (лат.) — вид мелких полужесткокрылых насекомых рода Tainarys из семейства Aphalaridae.

## Распространение
Встречаются в Неотропике (Аргентина, Чили).

## Описание
Мелкие полужесткокрылые насекомые (длина около 2 мм). Внешне похожи на цикадок, задние ноги прыгательные. Голова от беловатой до желтоватой с красноватыми или коричневатыми точками. Спинная часть груди чёрная с некоторыми белыми точками по бокам и красноватыми плателлами, у более молодых экземпляров с коричневыми пятнами и более расширенной красной окраской. Усики жёлтые, 9 и 10-й членики чёрные, вершины 4 и 6 члеников коричневые. Наличник чёрный. Грудь сбоку и снизу чёрная с охристыми пятнами и белыми и красными точками. Ноги жёлтые, про- и мезококсы черноватые. Передние крылья жёлтые, у основания беловатые, одно коричневое пятно на вершине жилки Cu1b. Задние крылья беловатые. Брюшко, включая гениталии, желтое. Передние перепончатые крылья более плотные и крупные, чем задние; в состоянии покоя сложены крышевидно. Антенны короткие, имеют 10 сегментов; на 4-м, 6-м, 8-м и 9-м члениках имеется по одному субапикальному ринарию. Голова широкая. Голени задних ног с короной из нескольких равных апикальных склеротизированных шпор.
Взрослые особи и нимфы питаются, высасывая сок растений. В основном связаны с растениями семейства анакардиевые: Schinus polygamus. Вызывают образование неровных галлов на листьях или скручивание молодых листьев. Вид был впервые описан в 2000 году, а его валидный статус был подтверждён в ходе ревизии, проведённой в 2017 году швейцарским колеоптерологом Даниэлем Буркхардтом (Naturhistorisches Museum, Базель, Швейцария) и его бразильским коллегой Dalva Luiz de Queiroz (Коломбу, Парана, Бразилия).